# روبرت دراموند
روبرت دراموند (بالإنجليزية: Robert Drummond)‏ هو لاعب كرة القدم الكندية أمريكي، ولد في 21 يونيو 1967 في سيراكيوز في الولايات المتحدة.

## وصلات خارجية
- روبرت دراموند على موقع مرجع كرة القدم المحترفة.كوم (الإنجليزية)
- روبرت دراموند على موقع JustSportsStats.com (الإنجليزية)
- روبرت دراموند على موقع كلية كرة القدم في سبورتس رفرنس.كوم (الإنجليزية)